# توسنس (نیدرزاکسن)
توسنس (به آلمانی: Tossens) یک منطقهٔ مسکونی در آلمان است که در بوتیادینگن واقع شده‌است.